# Severnaïa Verf
Pour le chantier naval en Ukraine également connu sous le nom de chantier naval Jdanov, voir chantier naval Marioupol.
Le Chantier naval du Nord (en russe : Северная верфь, prononcer « Severnaïa Verf ») est un important chantier naval situé à Saint-Pétersbourg, en Russie. Conçu à l'origine pour la production exclusive de navires de guerre, il construit aujourd'hui aussi bien des navires civils que militaires.
Il est précédemment connu sous le nom de Chantier naval soviétique no 190 et, de 1935 à 1989, sous le nom de Chantier naval Jdanov.
Le principal débouché commercial du Chantier naval du Nord est l'exportation de navires de guerre vers les pays d'Asie tels que l'Inde, la Chine et le Vietnam.

## Histoire

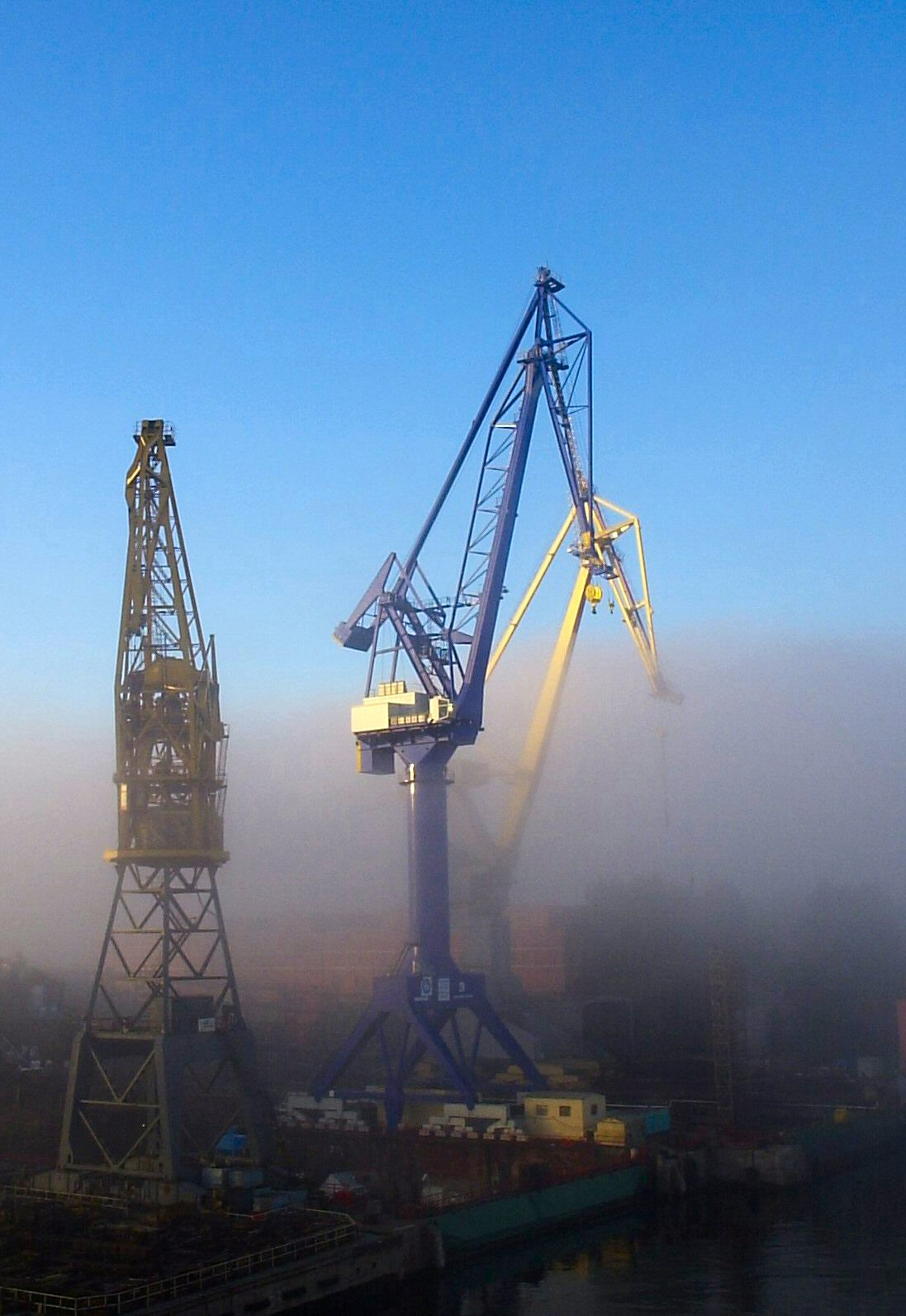
Le Chantier naval du Nord dans le brouillard.

Le chantier naval est créé au début du XXe siècle sous le nom de Chantier naval du Nord, qui est alors une filiale de l'« Association de production du Chantier naval du Nord ». Cette association comprend alors une usine d'électrodes (avec une production annuelle de 20 000 tonnes) et une usine d'équipements.
Pendant la Seconde Guerre mondiale, l'usine participe à l'effort de guerre. Elle produit des pièces d'artillerie, des pièces de rechange pour les chars KV, des éléments de fortification mobile à partir de blindages de navires, des obus d'artillerie, des obus de mortier, des bombes explosives et incendiaires. En souvenir, un monument aux "ouvriers du chantier naval qui se sont battus jusqu'à la mort" est érigé en 1972.

## Installations et services
(janvier 2015).
Le Chantier naval du Nord bénéficie d'une situation géographique favorable, sur les rives du golfe de Finlande à proximité du canal maritime, ce qui permet de faire des essais avec les bateaux toute l'année. Les accès ferroviaires et routiers permettent l'acheminement des matières premières, des matériaux et des équipements.
En 2008, le chantier naval dispose de quatre ateliers couverts et chauffés de 165 m de long et 19,2 m de large chacun, où la construction peut être réalisée quelles que soient les conditions météorologiques, et de quatre ateliers à l'air libre pour des navires d'une longueur maximale de 170 m et d'une largeur de 24 m. Les rampes de lancement sont équipées de grues ayant une capacité de levage de 30 à 100 tonnes. Une installation de levage-lancement avec un quai flottant d'une capacité de levage de 10 000 tonnes et un transbordeur capable de lever et de lancer des navires à partir de n'importe quelle cale.

## Classes et nombre de navires construits (en 2015)

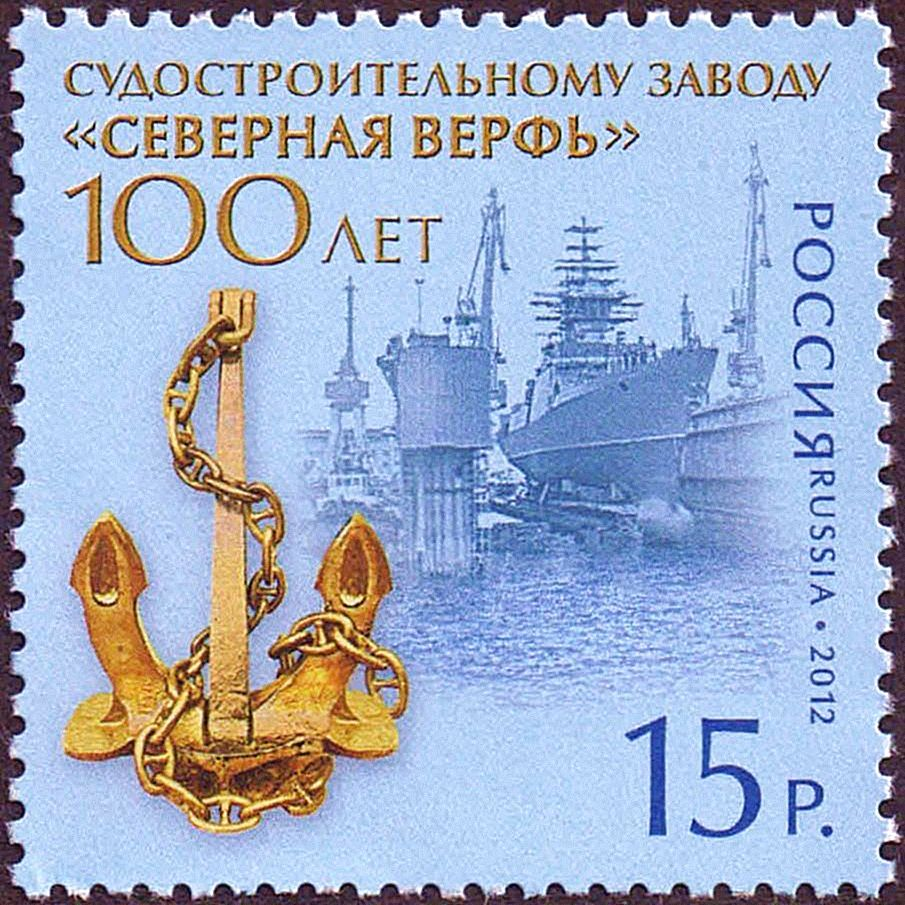
Timbre-poste commémoratif russe (2012)

[Quand ?]
| Nom                    | Dates de construction | Quantité                                             | Type      |
| ---------------------- | --------------------- | ---------------------------------------------------- | --------- |
| classe Skory           | 1949-1953             | 16                                                   | Destroyer |
| classe Kotline         | 1955-1958             | 12                                                   | Destroyer |
| classe Kanine          | 1958-1961             | 4                                                    | Destroyer |
| classe Kachine         | 1963-1966             | 5                                                    | Destroyer |
| classe Krivak          | 1969-1990             | 6                                                    | Frégate   |
| classe Sovremenny      | 1976-2006             | 21                                                   | Destroyer |
| classe Oudaloï         | 1977-1999             | 4                                                    | Destroyer |
| classe Steregouchtchi  | 2001-présent          | 10 (5 livrés et 5 en construction)                   | Corvette  |
| classe Amiral Gorchkov | 2006-présent          | 2 (à flot), 6 (en construction), 20 (prévus) en 2015 | Frégate   |
| Classe Gremiachtchi    | 2012-présent          | 2 (en construction)                                  | Corvette  |